# Tres militiae

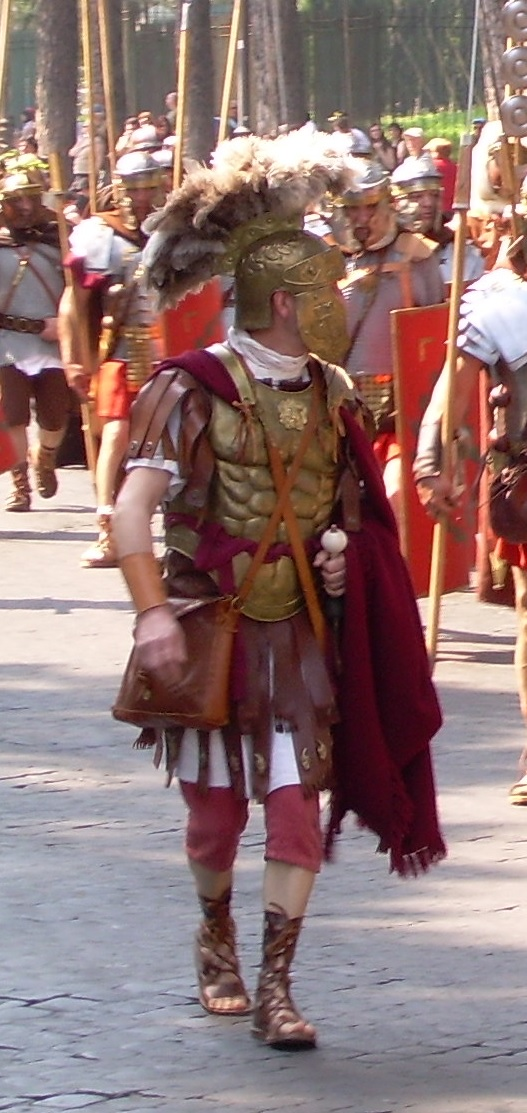
Ricostruzione di un tribuno angusticlavio, il secondo grado delle tres militiae.

Le tres militiae costituivano i tre gradi della normale carriera militare equestre, anche se erano rari i casi di coloro che ricoprivano tutti e tre i gradi militari, prima di accedere alle procuratele (tra le più importanti quelle a rationibus, ab epistulis, a libellis, operum publicorum ecc), il secondo livello del cursus honorum equestre, impostosi a partire dal principato augusteo e infine alla prefettura civile e militare (Aegypti, Praetorii, Annonae, Vigilum, Urbi, Mesopotamiae, Classis), anche se talune procuratele (Augusti pro legato) erano più importanti di certe prefetture. Molti centurioni (specie primipili) di condizione plebea e forniti di cittadinanza o esponenti dei ceti locali urbani (decurioni) dell'impero romano attraverso queste milizie potevano avere accesso alle carriere civili più importanti della burocrazia romana di età imperiale.

## La carriera

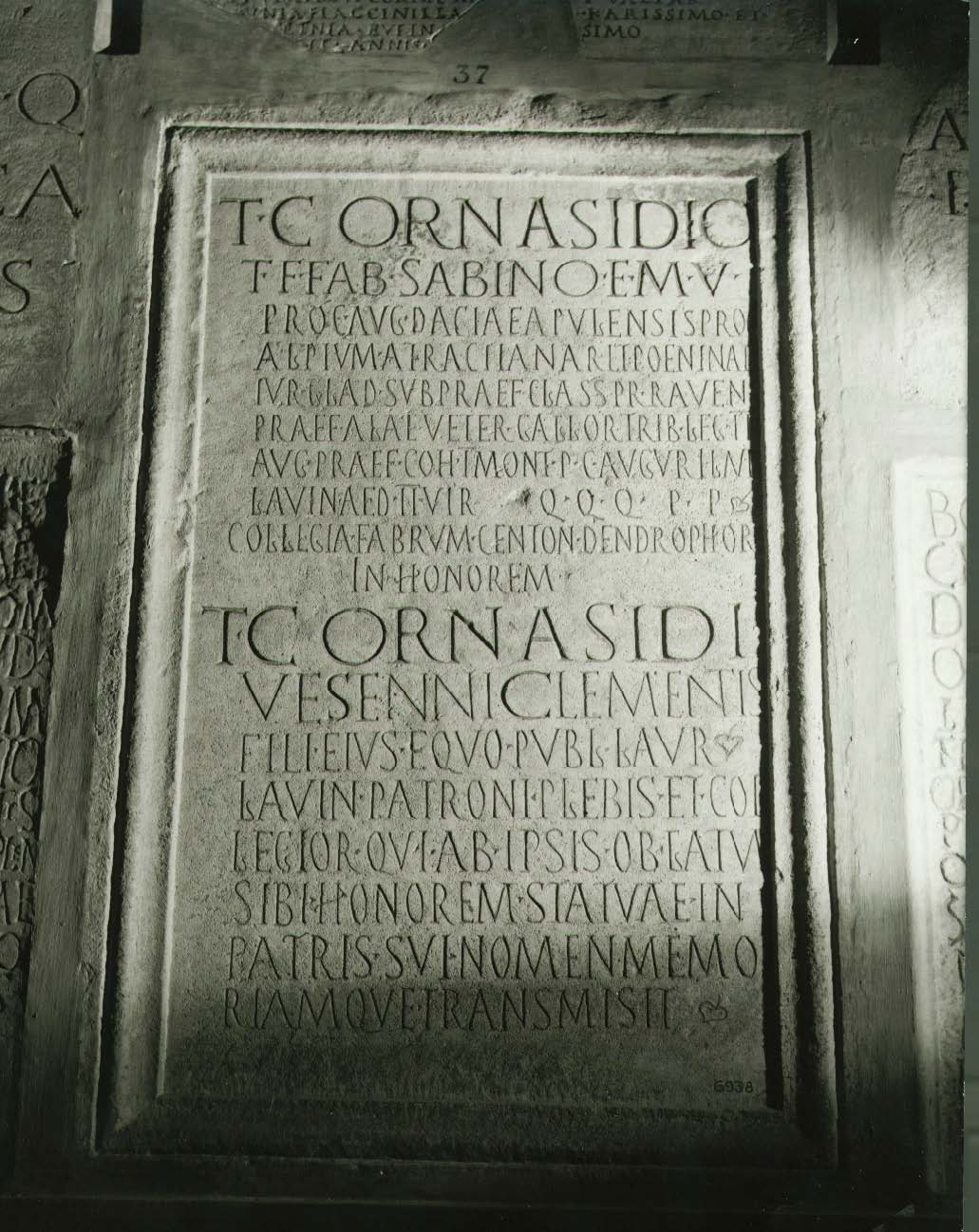
Roma, Musei Vaticani. La carriera del cavaliere T. Cornasidio Sabino incisa sulla base della statua eretta in suo onore dai collegia dei fabbri, dei centonari e dei dendrofori di Falerio nel Piceno. Un perfetto esempio di tres militiae espletate nel seguente modo:
- prefetto della Cohors I Montanorum in Pannonia;
- tribuno della Legio II Augusta in Britannia;
- prefetto dellAla veterana Gallorum in Egitto,
coronate dal raggiungimento del grado di procurator Augusti.

La carriera di un equestre poteva articolarsi secondo alcuni studiosi fino a quattro incarichi.
A partire dall'epoca di Claudio si cercò di imporre il seguente ordine di carriera: il comando di un'ala di cavalleria, poi quello di una coorte e infine il tribunato, ma questa gerarchia non venne quasi mai rispettata, anche perché il comando di un'ala, per ragioni tattiche, richiedeva un certo livello di esperienza e non poteva essere ricoperta per prima.
Con l'epoca di Nerone e poi quella di Vespasiano, fino al III secolo, le tres militiae si articolarono diversamente, dapprima con l'affidamento dell'incarico di prefetto di coorte (quingenaria), poi del grado militare di tribunus cohortis di unità ausiliarie peditatae o equitatae milliariae di 1.000 uomini (chiamato anche praefectus cohortis milliariae), oppure quello di tribuno angusticlavio di legione e infine quello di praefectus alae, prima quingenaria poi milliaria, che rappresentava il grado ultimo di fine carriera. Non erano frequenti tuttavia gli equites che ricoprivano tutti questi incarichi. Spesso dopo aver ricoperto anche una sola di queste milizie (e soprattutto se si avevano le giuste conoscenze), si riusciva ad avanzare direttamente al grado di procuratore. Potenzialmente si potevano raggiungere non solo i gradi delle procuratele civili, ma anche quelli di Procurator pro legato, che prevedevano il governatorato di piccole province (come la Giudea o il Norico), e legatus Augusti pro praetore, carica che richiedeva l'accesso all'ordine senatorio. Spesso però di fatto la carriera si interrompeva con la nomina a Procurator Augusti, con competenze specie di natura finanziaria.
In nessun caso, di norma, almeno fino all'abolizione della legazione di legione sotto Gallieno, un equestre poteva giungere al comando della legione o anche a ricoprire il ruolo di tribuno laticlavio. Alcuni studiosi propendono per attribuire alla carica di praefectus fabrum  un ulteriore quarto grado nella carriera equestre, anche se essa deve considerarsi, in realtà, il primo grado iniziale (propedeutico alla carriera militare vera e propria delle tres militiae), ricoperto da giovani magistrati municipali (in questo caso essa figurava come ultimo gradino della carriera locale, cui seguiva l'accesso al cavalierato) o centurioni desiderosi di accedere alla carriera equestre.